# スタブネットワーク
スタブネットワーク（stub network）とは、コンピュータネットワークの中で、袋小路になっている末端のネットワークを指す。
別称をポケットネットワークという。
英語でstubとは、「切り株」や「使い残し」の意味である。